# Dianfosseya leakeyi
Dianfosseya leakeyi is een vlinder van de familie Metarbelidae. De wetenschappelijke naam van deze soort werd voor het eerst in 2014 gepubliceerd door Ingo Lehmann.
Deze soort komt voor in de laaglandbossen van Noordoost-Congo-Kinshasa (Opper-Uele).